# Petr Leška (1949)
Petr Leška (* 3. března 1949, Chomutov) je bývalý český hokejový útočník. Po skončení aktivní kariéry působil jako trenér. Má firmu na výrobu sportovních dresů. Jeho synem je bývalý hokejista Petr Leška.

## Hokejová kariéra
V československé lize hrál za CHZ Litvínov, VTŽ Chomutov a TJ Gottwaldov. Odehrál 10 ligových sezón. V nižších soutěžích hrál během vojenské služby za VTJ Dukla Hodonín a dále za TJ Baník Hodonín.

## Klubové statistiky
| Sezona    | Klub              | Soutěž  | Základní část | Základní část | Základní část | Základní část | Základní část |
| Sezona    | Klub              | Soutěž  | Z             | G             | A             | B             | TM            |
| --------- | ----------------- | ------- | ------------- | ------------- | ------------- | ------------- | ------------- |
| 1967/1968 | VTJ Dukla Hodonín | 2. liga | -             | -             | -             | -             | -             |
| 1968/1969 | VTJ Dukla Hodonín | 2. liga | -             | -             | -             | -             | -             |
| 1969/1970 | VTŽ Chomutov      | 2. liga | -             | 28            | -             | -             | -             |
| 1970/1971 | CHZ Litvínov      | 1. liga | 36            | 6             | 14            | 20            | -             |
| 1971/1972 | CHZ Litvínov      | 1. liga | 5             | 2             | 1             | 3             | 0             |
| 1971/1972 | VTŽ Chomutov      | 2. liga | -             | -             | -             | -             | -             |
| 1972/1973 | VTŽ Chomutov      | 2. liga | -             | -             | -             | -             | -             |
| 1973/1974 | VTŽ Chomutov      | 1. liga | -             | -             | -             | -             | -             |
| 1974/1975 | CHZ Litvínov      | 1. liga | 32            | 12            | 6             | 18            | -             |
| 1975/1976 | CHZ Litvínov      | 1. liga | 24            | 3             | 3             | 6             | -             |
| 1976/1977 | CHZ Litvínov      | 1. liga | 42            | 6             | 10            | 16            | -             |
| 1977/1978 | TJ Gottwaldov     | 2. liga | -             | -             | -             | -             | -             |
| 1978/1979 | TJ Gottwaldov     | 1. liga | 43            | 12            | 20            | 32            | -             |
| 1979/1980 | TJ Gottwaldov     | 2. liga | -             | 22            | -             | -             | -             |
| 1980/1981 | TJ Gottwaldov     | 1. liga | 44            | 13            | 20            | 33            | 24            |
| 1981/1982 | TJ Gottwaldov     | 1. liga | 32            | 10            | 9             | 19            | -             |
| 1982/1983 | TJ Gottwaldov     | 1. liga | 36            | 7             | 15            | 22            | 16            |